# António Charrua
António Dias Charrua (Lisboa, 6 de maio de 1925 — Évora, 21 de agosto de 2008) foi um artista plástico português. Dedicou-se à pintura, escultura, gravura e tapeçaria.
Artista plurifacetado e multidisciplinar, Charrua desenvolveu, através de diferentes linguagens e suportes, um vocabulário marcadamente abstracionista, influenciado pelo Expressionismo europeu e americano. Deixou uma obra extensa, que se prolongou ao longo de seis décadas de atividade contínua e intensa.

## Biografia

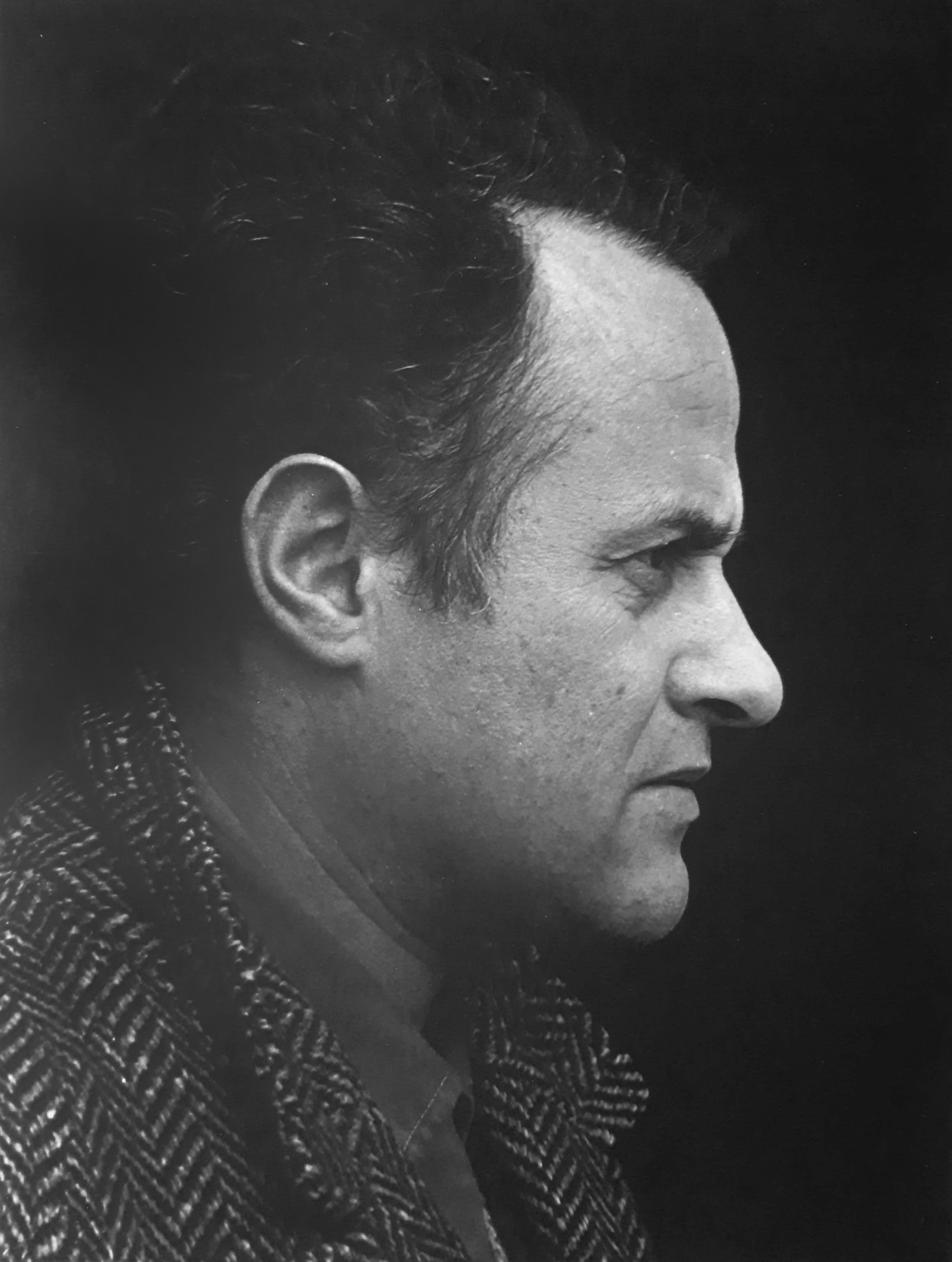
António Charrua nos anos 60.

Frequentou o curso de arquitetura da Escola de Belas-Artes de Lisboa. Foi bolseiro da Fundação Calouste Gulbenkian no estrangeiro em 1960–61 . Dedicou-se às artes gráficas (trabalhou para a Portugália Editora, Editorial Presença e Sociedade de Expansão Cultural), tendo realizado várias capas de livros, por vezes sob o pseudónimo de A. Dias. Expôs individualmente pela primeira vez em 1953, na cidade do Porto, data a partir da qual passou a apresentar a sua obra com regularidade, a nível nacional e internacional.

### Pintura
Partindo inicialmente de Picasso, a sua obra irá percorrer os caminhos de um tipo de abstração onde no entanto se sente uma forte ligação ao real. É o que acontece em Terra trabalhada (1961), exposto na II Exposição de Artes Plásticas da Fundação Calouste Gulbenkian, que nos conduz, "em sugestão plausível, aos camponeses do Alentejo que foram um dos mais poderosos temas de Charrua".
Na década seguinte a sua obra evolui, e o gestualismo associa-se a expressivas formas geométricas e objetos tridimensionais.

### Escultura

O Mensageiro Breve de Lao Tse de António Charrua, Torres Vedras, 2002.

##### Esculturas em espaços públicos
- 2002 — O Mensageiro Breve de Lao Tse, Rotunda Norte da Avenida Poente de Torres Vedras

«A figura representada na escultura, tendo um cunho imaginário, significa a enorme carga que a Humanidade transporta ao longo dos tempos. »
- 2005 — Diálogo de Ícaro com o Sol, Rotunda dos Colegiais de Évora.

## Exposições
Entre as exposições coletivas em que participou podem destacar-se: Exposições Gerais de Artes Plásticas, SNBA, Lisboa; I Exposição de Artes Plásticas da Fundação Calouste Gulbenkian, SNBA (1957); II Exposição de Artes Plásticas da Fundação Calouste Gulbenkian (1961); Bienal Internacional de Tóquio (1965); Arte Portuguesa Contemporânea, Barcelona e Salamanca (1973), Roma e Paris (1976), Brasília, S. Paulo e Rio de Janeiro (1976); III Exposição de Artes Plásticas da Fundação Calouste Gulbenkian (1986); etc.
Entre as suas mostras individuais podem destacar-se: Galeria Diário de Notícias, Lisboa (1962, 1963); Galeria de Arte Moderna, Sociedade Nacional de Belas-Artes, Lisboa (1967, 1968); Galeria Numaga II, Auvernier, Suiça (1971, 1976); Galeria Zen, Porto (1972); Galerie du Manoir, La Chaux-de-Fonds (1978); Galeria Jonas, Neichatel (1984); Galeria Darani, Lucarno (1984); Museu de Évora (2001).

###### "X de Charrua" — Exposição Antológica na Fundação Calouste Gulbenkian (18 junho 2015–25 outubro 2015)

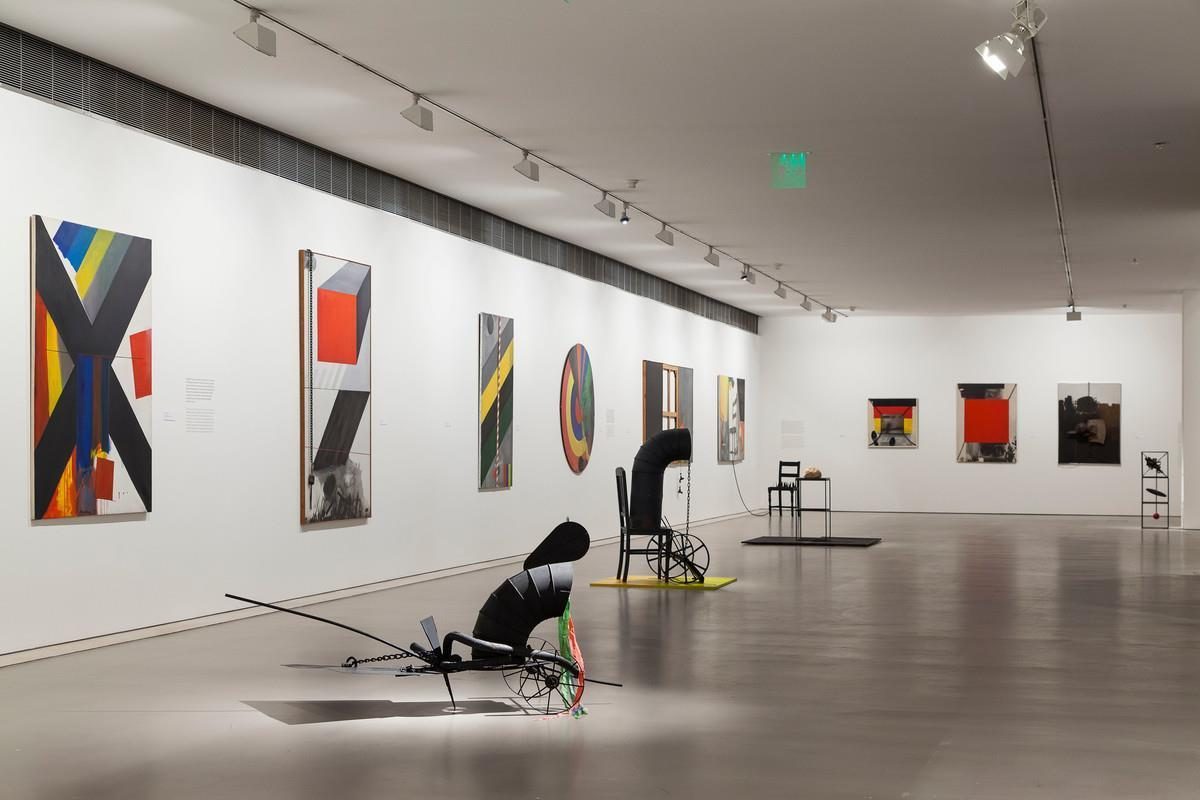
X de Charrua — CAM Fundação Calouste Gulbenkian ©Paulo Costa

Em 2015, a Fundação Calouste Gulbenkian dedica-lhe uma exposição antológica, levada a cabo pelo Centro de Arte Moderna (CAM), denominada X de Charrua, onde reuniu uma grande quantidade e variedade de obras: pinturas, esculturas, gravuras, desenhos, artes gráficas, cerâmicas, vitrais e azulejos. Com curadoria de Ana Ruivo e Leonor Nazaré, contou com mais de duas centenas de obras, reflexo dos cerca de sessenta anos de atividade prolífera do artista.

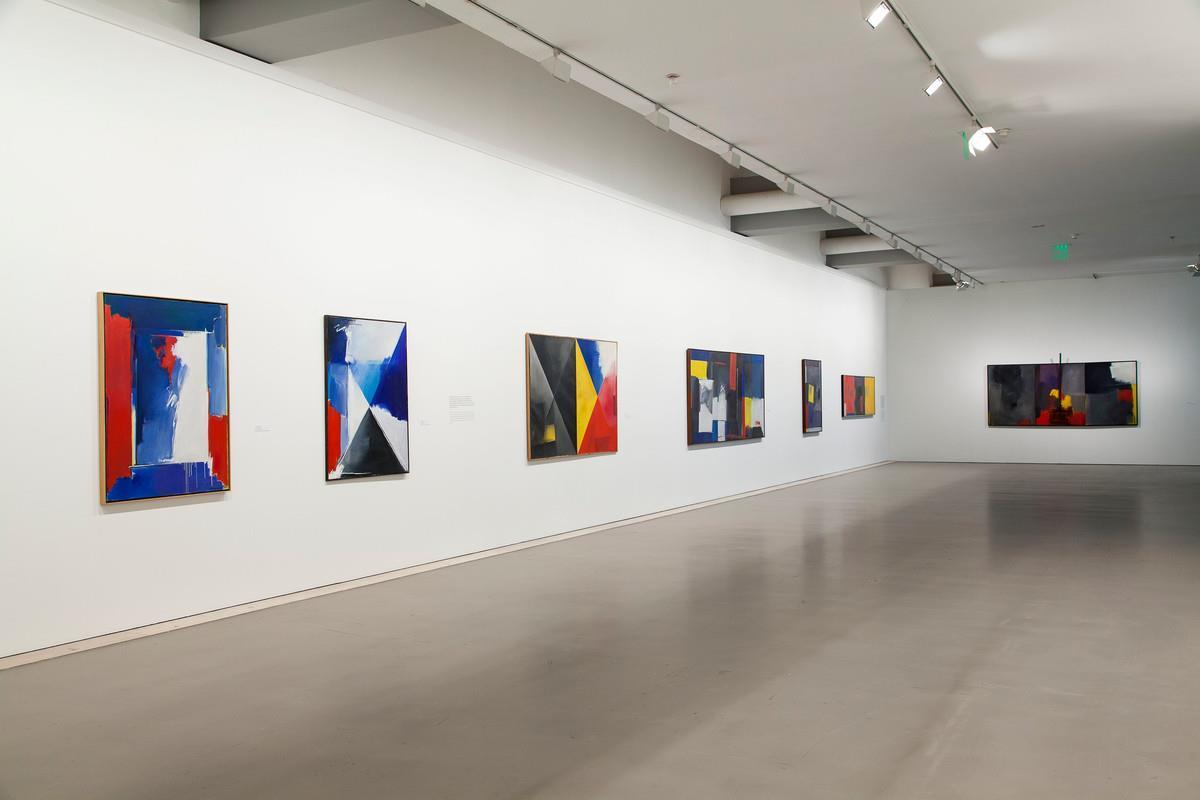
X de Charrua — CAM Fundação Calouste Gulbenkian ©Paulo Costa

###### "Grandes Mestres" — Exposição Internacional no Mosteiro de Ancede Centro Cultural (MACC) Baião (15 out — 13 nov 2022)
A exposição reúne obras de alguns dos maiores vultos da arte moderna e contemporânea, maioritariamente de acervos privados. Além de Charrua, inclui Pablo Picasso, Salvador Dalí, Andy Warhol, Robert Delaunay, Paula Rego, Júlio Resende, Cruzeiro Seixas, Nadir Afonso, entre outros.

## Coleções de Arte

Sem título, 1972, óleo sobre tela, 161 x 130 cm

Está representado em coleções públicas e privadas, podendo destacar-se as seguintes: Museu Nacional de Soares dos Reis, Porto; Centro de Arte Moderna José de Azeredo Perdigão, Fundação Calouste Gulbenkian, Lisboa; Museu do Chiado, Lisboa; Museu de Helsínquia, Finlândia; Galeria Ap'arte, Porto; Galeria São Mamede, Lisboa.

## Citações
«A minha obra vejo-a como uma pesquisa numa zona marcada pelo gesto expressionista, mas determinada por um certo desejo de equilíbrio, uma certa contenção (...)
Contrariamente ao que se possa supor, não se trata de começar no real, ou naquilo a que se chama natureza. Tudo se passa no plano da tela, e, recusada a ilusão, as coisas situam-se na continuidade do sentido estético, que o mesmo é dizer na própria obra de arte. Suponho que toda a pintura dita moderna apela a uma nova construção do espaço que tem a ver mais com o que se sabe do com o que se vê. Mas o real também está presente, na sua indeterminada, fascinante e misteriosa dimensão». António Charrua
"(...) o gesto é para mim decorrente da emergência da própria força do acaso que deverá ser assumida, embora nem sempre ele faça lei. Encontro-o tão exacto e irrepetível quanto a própria vida... como quando encontramos alguém no decorrer da existência. Há sempre uma timidez, uma supressão no humano. Nunca dizemos suficientemente as coisas essenciais às pessoas importantes, como por exemplo isto: amo-te." António Charrua